# Bánovce nad Bebravou
 Ovo je glavno značenje pojma Bánovce nad Bebravou. Za Okrug pogledajte Okrug Bánovce nad Bebravou.
Bánovce nad Bebravou (njem. Banowitz, mađ. Bán)  je grad u zapadnoj Slovačkoj u Trenčinskom kraju. Grad je upravno središte Okruga Bánovce nad Bebravou

## Zemljopis
Bánovce nad Bebravou smješten je na najsjevernijem rubu Podunavskih brda, u podnožju planine Strážovské vrchy na ušću rijeke Rasiše u Bebravu. Nalazi se 25 km od Prievidza, 30 km od Trenčína i 50 km od Nitre.

### Dijelovi grada
- Bánovce nad Bebravou (grad)
- Biskupice (1971. pripojene)
- Dolné Ozorovce (1960. pripojene)
- Horné Ozorovce (1971. pripojene)
- Chlievany Muško (1971. pripojene)

## Povijest
Najstarija naselje datira iz brončanog doba. Najstariji pisani spomen grada je iz 1232. godine, a grad se spominje kao villa Ben.  Status slobodnog kraljevskoga grada dobio je 1376. godine. U srednjem vijeku, Bánovce je postao važan trgovački centar za tesare, bravare i ostale obrtnike. Godine 1633. Osmanlije su razorile i opljačkale grad. Prva osnovna škola otvorena je u 17. stoljeću. Nakon Drugog svjetskog rata u gradu je razvijena automobilska, drvna i tekstilna industrija.

## Stanovništvo
| Godina:     | 1993.  | 2003.   | 2013.   | 2023.    |
| ----------- | ------ | ------- | ------- | -------- |
| Broj ljudi: | 20 577 | 20 871  | 19 133  | 16 359   |
| Razlika:    |        | +1,42 % | -8,32 % | -14,49 % |

| Godina:     | 2022.  | 2023.   |
| ----------- | ------ | ------- |
| Broj ljudi: | 16 614 | 16 359  |
| Razlika:    |        | -1,53 % |

Po popisu stanovništva iz 2001. godine grad je imao 20.901 stanovnika. Po popisu stanovništva u gradu živi najviše Slovaka.
- Slovaci 97 %
- Česi 0,7 %
- Romi 1,4 %

Prema vjeroispovijesti najviše je rimokatolika 83,40 %, ateista 14,57 %  i Luterana 0,69 %.

## Poznate osobe
- Jozef Forgáč (*1904. –  † 1966.), SDB, rimokatolički svećenik, misionar.[7]

## Vanjske poveznice
- Službena stranica grada

### Ostali projekti
|  | Zajednički poslužitelj ima još gradiva o temi Bánovce nad Bebravou |